# Tempyō-Jingo
Tempyō-Jingo (japanisch 天平神護) ist eine japanische Ära (Nengō) von  Juli 765 bis September 767 nach dem gregorianischen Kalender. Der vorhergehende Äraname ist Tempyō-Hōji, die nachfolgende Ära heißt Jingo-Keiun. Die Ära fällt in die Regierungszeit der Kaiserin (Tennō) Shōtoku, die zuvor bereits unter dem Namen Kōken regierte. 
Der erste Tag der Tempyō-Jingo-Ära entspricht dem 23. Juli 765, der letzte Tag war der 12. September 767. Die Tempyō-Jingo-Ära dauerte nur drei Jahre oder 782 Tage.

## Ereignisse
- 765 Der buddhistische Mönch Dōkyō wird zum Dajō daijin zenji (太政大臣禅師; etwa: „Priesterlicher Groß-Minister“) befördert.